# My World Tour
My World Tour (укр. Тур Мій світ) — дебютний концертний тур канадського співака Джастіна Бібера. Це перший концертний тур Бібера, який проведений задля підтримки двох частин дебютного альбому My World і My World 2.0. Тур був офіційно анонсований 16 березня 2010 року, за тиждень до релізу My World 2.0. Тур мав кілька етапів за участі гурту Mindless Behavior, Шона Кінгстона і Джессіки Джаррелл на концертах в Північній Америці і дівочого поп-гурту The Stunners, який приєднався до турне протягом перших двадцяти концертів. Починаюча співачка Жасмін Віллегас вступала на розігріві в другому етапі туру. Перший етап туру, за оцінками, зібрав $35,6 млн з урахуванням інфляції. В цілому, виручка від туру в світі становить $53.341.886.
Тур був офіційно анонсований 16 березня 2010 року, за тиждень до виходу другого студійного альбому Джастіна Бібера My World 2.0. В інтерв'ю Houston Chronicle, на питання про те, що фанати можуть очікувати від туру, Бібер сказав: «Я хочу показати, що я люблю виступати. Там будуть деякі цікаві трюки, деякі електронні речі, яких не бачили раніше, напевно».

## Сет-лист
1. «Love Me»
2. «Bigger»
3. «U Smile»
4. «Runaway Love»
5. «Never Let You Go»
6. «Favorite Girl»
7. «One Less Lonely Girl»
8. «Somebody to Love»
9. «Overboard»
10. «Never Say Never»
11. «Up»
12. «One Time»
13. «That Should Be Me»[en]
14. «Wanna Be Startin' Somethin'» / «Walk This Way»[en] (мікс)
15. «Eenie Meenie»
16. «Down to Earth»
17. «Baby»

## Дати туру
| Дата              | Місто           | Країна           | Місце                                                | Продано квитків / Місць в залі | Валовий дохід |
| ----------------- | --------------- | ---------------- | ---------------------------------------------------- | ------------------------------ | ------------- |
| Північна Америка  |                 |                  |                                                      |                                |               |
| 23 червня 2010    | Гартфорд        | США              | XL Center                                            | 13,132 / 13,132 (100 %)        | $385,790      |
| 24 червня 2010    | Трентон         | США              | Sun National Bank Center                             | 7,523 / 7,523 (100 %)          | $266,285      |
| 26 червня 2010    | Цинциннаті      | США              | U.S. Bank Arena                                      | 10,758 / 12,780 (90 %)         | $405,545      |
| 27 червня 2010[A] | Мілвокі         | США              | Summerfest                                           | 21,772 / 28,572 (86 %)         | $723,549      |
| 29 червня 2010    | Міннеаполіс     | США              | Таргет-центр                                         | 14,717 / 14,717 (100 %)        | $339,226      |
| 30 червня 2010    | Де-Мойн         | США              | Wells Fargo Arena                                    | 9,399 / 9,650 (97 %)           | $232,560      |
| 2 липня 2010      | Молін           | США              | iWireless Center                                     | 10,610 / 22,000 (58 %)         | $393,090      |
| 3 липня 2010      | Омаха           | США              | CenturyLink Center Omaha                             | 11,682 / 12,093 (94 %)         | $224,563      |
| 5 липня 2010      | Гранд-Прері     | США              | Verizon Theatre at Grand Prairie                     | 6,000 / 9,000 (66 %)           | $103,550      |
| 6 липня 2010      | Талса           | США              | BOK Center                                           | 12,993 / 12,993 (100 %)        | $384,810      |
| 8 липня 2010      | Брумфілд        | США              | 1stBank Center                                       | 6,207 / 6,207 (100 %)          | $315,185      |
| 10 липня 2010     | Вест-Веллі-Сіті | США              | Maverik Center                                       | 10,362 / 10,362 (100 %)        | $187,135      |
| 13 липня 2010     | Еверетт         | США              | Comcast Arena at Everett                             | 8,588 / 8,588 (100 %)          | $110,172      |
| 14 липня 2010     | Портленд        | США              | Мода-центр                                           | 13,244 / 13,244 (100 %)        | $345,598      |
| 17 липня 2010     | Окленд          | США              | Оракл-арена                                          | 14,555 / 14,555 (100 %)        | $293,921      |
| 18 липня 2010     | Ріно            | США              | Reno Events Center                                   | 6,583 / 6,583 (100 %)          | $116,022      |
| 20 липня 2010     | Лос-Анджелес    | США              | Microsoft Theater                                    | 6,673 / 6,673 (100 %)          | $245,602      |
| 23 липня 2010[B]  | Пасо Роблес     | США              | California Mid State Fair                            | 14,162 / 14,162 (100 %)        | $312,960      |
| 24 липня 2010     | Лас-Вегас       | США              | The AXIS                                             | 6,808 / 6,808 (100 %)          | $238,836      |
| 25 липня 2010     | Глендейл        | США              | Jobing.com-арена                                     | 13,818 / 13,818 (100 %)        | $256,446      |
| 28 липня 2010     | Канзас-Сіті     | США              | Sprint Center                                        | 14,481 / 14,481 (100 %)        | $307,701      |
| 29 липня 2010     | Норт-Літл-Рок   | США              | Verizon Arena                                        | 13,676 / 15,800 (83 %)         | $214,854      |
| 30 липня 2010     | Бойн-Сіті       | США              | Boyne Mountain Resort                                | 5,750 / 5,750 (100 %)          | $180,567      |
| 31 липня 2010     | Мемфіс          | США              | Федекс-форум                                         | 13,750 / 14,750 (90 %)         | $407,795      |
| 1 серпня 2010     | Лафаєтт         | США              | Cajundome                                            | 10,438 / 10,438 (100 %)        | $346,195      |
| 4 серпня 2010     | Орландо         | США              | Емвей-арена                                          | 12,225 / 12,225 (100 %)        | $235,713      |
| 5 серпня 2010     | Санрайз         | США              | БанкАтлантік-центр                                   | 14,104 / 14,104 (100 %)        | $141,848      |
| 8 серпня 2010     | Шарлотт         | США              | Тайм-Ворнер-Кейбл-арена                              | 15,263 / 15,263 (100 %)        | $256,795      |
| 9 серпня 2010     | Дулут           | США              | Infinite Energy Arena                                | 10,588 / 10,588 (100 %)        | $313,420      |
| 11 серпня 2010    | Нашвілл         | США              | Соммет-центр                                         | 14,345 / 14,345 (100 %)        | $394,350      |
| 12 серпня 2010    | Індіанаполіс    | США              | Бенкерс Лайф-філдхаус                                | 14,490 / 14,490 (100 %)        | $239,505      |
| 14 серпня 2010    | Колумбус        | США              | Jerome Schottenstein Center                          | 14,056 / 14,056 (100 %)        | $348,820      |
| 15 серпня 2010    | Оберн-Гіллс     | США              | Пелес-оф-Оберн-Гіллс                                 | 15,667 / 15,667 (100 %)        | $502,008      |
| 21 серпня 2010    | Торонто         | Канада           | Ейр Канада-центр                                     | 15,859 / 15,859 (100 %)        | $448,791      |
| 22 серпня 2010    | Лондон          | Канада           | Budweiser Gardens                                    | 9,154 / 9,154 (100 %)          | $237,765      |
| 24 серпня 2010    | Оттава          | Канада           | Скошіабанк-плейс                                     | 14,284 / 14,284 (100 %)        | $351,081      |
| 25 серпня 2010    | Олбані          | США              | Times Union Center                                   | 12,536 / 12,536 (100 %)        | $361,464      |
| 27 серпня 2010    | Провіденс       | США              | Dunkin' Donuts Center                                | 9,679 / 9,679 (100 %)          | $241,009      |
| 28 серпня 2010    | Ньюарк          | США              | Пруденшл-центр                                       | 13,942 / 13,942 (100 %)        | $239,255      |
| 31 серпня 2010    | Нью-Йорк        | США              | Медісон-сквер-гарден                                 | 14,529 / 14,529 (100 %)        | $378,946      |
| 1 вересня 2010[C] | Сірак'юс        | США              | Great New York State Fair                            | 16,787 / 16,787 (100 %)        | $537,275      |
| 3 вересня 2010    | Ессекс-Джанкшен | США              | The Champlain Valley Expo                            | 8,048 / 9,422 (85 %)           | $370,660      |
| 4 вересня 2010[D] | Аллентаун       | США              | Allentown Fairgrounds                                | 10,242 / 10,242 (100 %)        | $489,858      |
| 5 вересня 2010[E] | Тімоніум        | США              | Timonium Race Track                                  | 12,540 / 12,540 (100 %)        | $295,650      |
| 14 вересня 2010   | Вінніпег        | Канада           | MTS Centre                                           | 12,422 / 12,422 (100 %)        | $436,175      |
| 16 вересня 2010   | Реджайна        | Канада           | Brandt Centre                                        | 6,747 / 6,747 (100 %)          | $348,641      |
| 17 вересня 2010   | Саскатун        | Канада           | SaskTel Centre                                       | 13,059 / 13,059 (100 %)        | $349,066      |
| 19 вересня 2010   | Едмонтон        | Канада           | Рексалл-плейс                                        | 13,874 / 13,874 (100 %)        | $280,140      |
| 20 вересня 2010   | Калгарі         | Канада           | Скоушабенк-Седдлдоум                                 | 13,893 / 13,893 (100 %)        | $508,161      |
| 8 жовтня 2010     | Гонолулу        | США              | Neal S. Blaisdell Center                             | 15,721 / 27,700 (61 %)         | $603,809      |
| 19 жовтня 2010    | Ванкувер        | Канада           | Роджерс-арена                                        | 14,899 / 14,899 (100 %)        | $269,285      |
| 22 жовтня 2010    | Сакраменто      | США              | Sleep Train Arena                                    | 9,498 / 13,498 (70 %)          | $285,272      |
| 24 жовтня 2010    | Онтаріо         | США              | Citizens Business Bank Arena                         | 8,482 / 8,482 (100 %)          | $193,283      |
| 25 жовтня 2010    | Лос-Анджелес    | США              | Стейплс-центр                                        | 13,572 / 13,572 (100 %)        | $535,512      |
| 27 жовтня 2010    | Анагайм         | США              | Хонда-центр                                          | 11,882 / 11,882 (100 %)        | $490,781      |
| 28 жовтня 2010    | Сан-Хосе        | США              | SAP Center                                           | 11,605 / 12,411 (94 %)         | $393,838      |
| 30 жовтня 2010    | Сан-Дієго       | США              | Valley View Casino Center                            | 11,424 / 11,424 (100 %)        | $267,494      |
| 3 листопада 2010  | Оклахома-Сіті   | США              | Chesapeake Energy Arena                              | 11,702 / 12,316 (95 %)         | $274,602      |
| 5 листопада 2010  | Сан-Антоніо     | США              | AT&T Center                                          | 14,663 / 14,663 (100 %)        | $318,098      |
| 6 листопада 2010  | Х'юстон         | США              | Тойота-центр                                         | 13,352 / 13,352 (100 %)        | $467,082      |
| 8 листопада 2010  | Сент-Луїс       | США              | Скоттрейд-центр                                      | 14,471 / 14,471 (100 %)        | $207,896      |
| 10 листопада 2010 | Луїсвілл        | США              | KFC Yum! Center                                      | 15,943 / 15,943 (100 %)        | $374,638      |
| 11 листопада 2010 | Клівленд        | США              | Wolstein Center                                      | 10,431 / 10,616 (98 %)         | $229,266      |
| 13 листопада 2010 | Норфолк         | США              | Norfolk Scope                                        | 9,286 / 9,286 (100 %)          | $263,586      |
| 14 листопада 2010 | Філадельфія     | США              | Веллс Фарго-центр                                    | 15,614 / 15,614 (100 %)        | $613,257      |
| 16 листопада 2010 | Бостон          | США              | Ті-Ді-Гарден                                         | 14,080 / 14,080 (100 %)        | $543,180      |
| 17 листопада 2010 | Іст-Ратерфорд   | США              | Континентал-Ерлайнс-арена                            | 16,394 / 16,394 (100 %)        | $657,502      |
| 20 листопада 2010 | Атлантик-Сіті   | США              | Boardwalk Hall                                       | 13,481 / 13,481 (100 %)        | $503,831      |
| 22 листопада 2010 | Монреаль        | Канада           | Белл-центр                                           | 16,260 / 16,260 (100 %)        | $412,580      |
| 23 листопада 2010 | Торонто         | Канада           | Air Canada Centre                                    | 16,639 / 16,639 (100 %)        | $377,432      |
| 9 грудня 2010     | Манчестер       | США              | Verizon Wireless Arena                               | 9,300 / 9,300 (100 %)          | $232,290      |
| 13 грудня 2010    | Піттсбург       | США              | Consol Energy Center                                 | 13,957 / 13,957 (100 %)        | $304,568      |
| 15 грудня 2010    | Ґрінсборо       | США              | Greensboro Coliseum Complex                          | 14,603 / 14,603 (100 %)        | $500,618      |
| 16 грудня 2010    | Грінвілл        | США              | Bon Secours Wellness Arena                           | 11,769 / 11,769 (100 %)        | $377,074      |
| 18 грудня 2010    | Маямі           | США              | Американ-Ерлайнс-арена                               | 14,167 / 14,167 (100 %)        | $393,312      |
| 19 грудня 2010    | Тампа           | США              | Амалі-арена                                          | 14,270 / 14,270 (100 %)        | $489,300      |
| 22 грудня 2010    | Бірмінгем       | США              | Legacy Arena                                         | 13,773/ 13,773 (100 %)         | $367,628      |
| 23 грудня 2010    | Атланта         | США              | Стейт Фарм Арена                                     | 14,045 / 14,045 (100 %)        | $423,881      |
| Європа            |                 |                  |                                                      |                                |               |
| 4 березня 2011    | Бірмінгем       | Англія           | Barclaycard Arena                                    | 25,956 / 26,000                | Н/Д           |
| 5 березня 2011    | Бірмінгем       | Англія           | Barclaycard Arena                                    | 25,956 / 26,000                | Н/Д           |
| 8 березня 2011    | Дублін          | Ірландія         | 3Arena                                               | 14,500 / 14,500                | Н/Д           |
| 11 березня 2011   | Ліверпуль       | Англія           | Echo Arena Liverpool                                 | 11,908 / 12,000                | Н/Д           |
| 12 березня 2011   | Ньюкасл         | Англія           | Metro Radio Arena                                    | 10,953 / 11,000                | Н/Д           |
| 14 березня 2011   | Лондон          | Англія           | O2 Арена                                             | 16,020 / 17,620 (89 %)         | $581,519      |
| 16 березня 2011   | Лондон          | Англія           | O2 Арена                                             | 16,020 / 17,620 (89 %)         | $581,519      |
| 17 березня 2011   | Лондон          | Англія           | O2 Арена                                             | 16,020 / 17,620 (89 %)         | $581,519      |
| 21 березня 2011   | Манчестер       | Англія           | Манчестер Арена                                      | 10,575 / 10,575                | Н/Д           |
| 23 березня 2011   | Шеффілд         | Англія           | Motorpoint Arena Sheffield                           | 10,000 / 10,000                | Н/Д           |
| 24 березня 2011   | Ноттінгем       | Англія           | Motorpoint Arena Nottingham                          | 9,150 / 9,150                  | Н/Д           |
| 26 березня 2011   | Обергаузен      | Німеччина        | Konig Pilsener Arena                                 | 9,500 / 9,500                  | Н/Д           |
| 27 березня 2011   | Роттердам       | Нідерланди       | Ahoy Rotterdam                                       | 11,000 / 11,000                | Н/Д           |
| 29 березня 2011   | Париж           | Франція          | АккорГотелс Арена                                    | 12,350 / 12,350                | Н/Д           |
| 30 березня 2011   | Антверпен       | Бельгія          | Sportpaleis                                          | 13,536 / 13,536 (100 %)        | $496,566      |
| 1 квітня 2011     | Гернінг         | Данія            | Jyske Bank Boxen                                     | 10,567 / 10,690                | Н/Д           |
| 2 квітня 2011     | Берлін          | Німеччина        | Mercedes-Benz Arena                                  | 10,023 / 10,600                | Н/Д           |
| 5 квітня 2011     | Мадрид          | Іспанія          | Palacio de Deportes de la Comunidad de Madrid        | 8,235 / 8,550                  | Н/Д           |
| 6 квітня 2011     | Барселона       | Іспанія          | Palau Sant Jordi                                     | 9,236 / 9,860                  | Н/Д           |
| 8 квітня 2011     | Цюрих           | Швейцарія        | Галленштадіон                                        | 12,242 / 13,000                | Н/Д           |
| 9 квітня 2011     | Мілан           | Італія           | Mediolanum Forum                                     | 8,346 / 8,900                  | Н/Д           |
| Азія              |                 |                  |                                                      |                                |               |
| 14 квітня 2011    | Тель-Авів       | Ізраїль          | Яркон                                                | 14,789 / 21,500                | Н/Д           |
| 19 квітня 2011    | Калаган         | Сінгапур         | Singapore Indoor Stadium                             | 9,467 / 10,000                 | Н/Д           |
| 21 квітня 2011    | Куала-Лумпур    | Малайзія         | Stadium Merdeka                                      | 11,205 / 17,000                | Н/Д           |
| 23 квітня 2011    | Богор           | Індонезія        | Sentul City International Convention Center          | 10,500 / 10,500                | Н/Д           |
| Океанія           |                 |                  |                                                      |                                |               |
| 26 квітня 2011    | Брисбен         | Австралія        | Brisbane Entertainment Centre                        | 11,065 / 11,065 (100 %)        | $651,750      |
| 28 квітня 2011    | Сідней          | Австралія        | Sydney Super Dome                                    | 29,481 / 29,481 (100 %)        | $692,460      |
| 2 травня 2011     | Мельбурн        | Австралія        | Rod Laver Arena                                      | 25,538 / 25,538 (100 %)        | $807,360      |
| 3 травня 2011     | Мельбурн        | Австралія        | Rod Laver Arena                                      | 25,538 / 25,538 (100 %)        | $807,360      |
| 5 травня 2011     | Аделаїда        | Австралія        | Adelaide Entertainment Centre                        | 10,000 / 10,000                | Н/Д           |
| 7 травня 2011     | Перт            | Австралія        | Burswood Dome                                        | 13,900 / 13,900                | Н/Д           |
| Азія              |                 |                  |                                                      |                                |               |
| 10 травня 2011    | Пасей           | Філіппіни        | SM Mall Of Asia Concert Grounds                      | 13,145 / 15,000                | Н/Д           |
| 13 травня 2011    | Гонконг         | Гонконг          | AsiaWorld-Arena                                      | 10,971 / 11,150                | Н/Д           |
| 15 травня 2011    | Тайбей          | Республіка Китай | Taipei Arena                                         | 13,100 / 13,100                | Н/Д           |
| 18 травня 2011    | Осака           | Японія           | Zepp Osaka                                           | 2,530 / 2,530                  | Н/Д           |
| 19 травня 2011    | Токіо           | Японія           | Палац бойових мистецтв Японії                        | 8,500 / 8,500                  | Н/Д           |
| Північна Америка  |                 |                  |                                                      |                                |               |
| 30 вересня 2011   | Монтеррей       | Мексика          | Monterrey Arena                                      | 13,000 / 13,000                | Н/Д           |
| 1 жовтня 2011     | Мехіко          | Мексика          | Foro Sol                                             | 94,449 / 106,028 (89 %)        | $827,190      |
| 2 жовтня 2011     | Мехіко          | Мексика          | Foro Sol                                             | 94,449 / 106,028 (89 %)        | $827,190      |
| Південна Америка  |                 |                  |                                                      |                                |               |
| 5 жовтня 2011     | Ріо-де-Жанейро  | Бразилія         | Олімпійський стадіон Нілтона Сантоса                 | 46,533 / 57,189 (81 %)         | $518,920      |
| 6 жовтня 2011     | Ріо-де-Жанейро  | Бразилія         | Олімпійський стадіон Нілтона Сантоса                 | 46,533 / 57,189 (81 %)         | $518,920      |
| 8 жовтня 2011[F]  | Сан-Паулу       | Бразилія         | Стадіон Сісеру Помпеу ді Толеду                      | 71,683 / 78,910 (91 %)         | $237,520      |
| 9 жовтня 2011[G]  | Сан-Паулу       | Бразилія         | Стадіон Сісеру Помпеу ді Толеду                      | 71,683 / 78,910 (91 %)         | $237,520      |
| 10 жовтня 2011    | Порту-Алегрі    | Бразилія         | Бейра-Ріу                                            | 20,698 / 48,675 (43 %)         | $462,800      |
| 12 жовтня 2011    | Буенос-Айрес    | Аргентина        | Монументаль                                          | 66,386 / 80,386 (86 %)         | $309,000      |
| 13 жовтня 2011    | Буенос-Айрес    | Аргентина        | Монументаль                                          | 66,386 / 80,386 (86 %)         | $309,000      |
| 15 жовтня 2011    | Сантьяго        | Чилі             | Національний стадіон імені Хуліо Мартінеса Праданоса | 71,457 / 73,000 (90 %)         | $302,000      |
| 17 жовтня 2011    | Ліма            | Перу             | Національний стадіон                                 | 18,923 / 33,769 (80 %)         | $216,450      |
| 19 жовтня 2011    | Каракас         | Венесуела        | Estadio de Futbol de la Universidad Simon Bolivar    | 13,039 / 15,591 (84 %)         | $ 287,670     |
| Загалом           | Загалом         | Загалом          | Загалом                                              | 798,690 / 821,197 (80 %)       | $53,341,886   |

A Цей концерт був частиною «Summerfest»
B Цей концерт був частиною «California Mid-State Fair»
C Цей концерт був частиною «Great New York State Fair»
D Цей концерт був частиною «The Great Allentown Fair»
E Цей концерт був частиною «Maryland State Fair»
F Цей концерт був частиною «Z Festival»
G Цей концерт був частиною «Festival Movistar»

## Записи та телетрансляція
Всі концерти туру були професійно зняті, але тільки під одним кутом. Концерт в Нью-Йорку 31 серпня 2010 року було знято великою кількістю камер для 3D-фільму Джастін Бібер: Ніколи не говори ніколи.
8 жовтня 2011 концерт в Сан-Паулу (Бразилія) був професійно знятий значною кількістю камер під різними кутами. Пізніше цей концерт був показаний на телебаченні Бразилії, проте деякі пісні були пропущені.